# Oleksandra Matvijtjuk
Oleksandra Vjatjeslavivna Matvijtjuk (ukrainska: Олександра В’ячеславівна Матвійчук), född 8 oktober 1983, är en ukrainsk människorättsaktivist, baserad i Kiev. Hon verkar som advokat och leder den ideella organisationen Center for Civil Liberties, som tilldelas Nobels fredspris år 2022.

## Biografi
Matvijtuk studerade på det nationella Taras Sjetjenko-universitetet i Kiev, där hon 2007 avlade en juristexamen.
År 2017 blev hon den första kvinna att delta i Ukrainian Emerging Leaders-programmet vid Stanford University.

### Karriär
Matvijtjuk började arbeta för den ideella organisationen Center for Civil Liberties 2007, samma år som det grundades. År 2012 blev hon medlem av Rådet under Kommissionären för Mänskliga rättigheter i Ukrainas parlament (Verchovna Rada).
Efter de våldsamma polisingripandena mot demonstranterna på Majdantorget i Kiev den 30 november 2013, koordinerade Matvijtjuk det oberoende initiativet Euromajdan SOS. Målet med initiativet var att ge juridisk assistans till offren för Euromajdan, liksom att samla in och analysera information i syfte att skydda demonstranterna och göra preliminära bedömningar av händelseutvecklingen. Hon har sedan dess drivit ett flertal internationella mobiliseringskampanjer för att släppa samvetsfångar, till exempel #letmypeoplego-kampanjen och den globala #SaveOlegSentsov-kampanjen. Här aktiverade man sig för att försöka fria illegalt fängslade människor i Ryssland och i det ockuperade Krim och Donbass. Hon är författare till ett antal rapporter till olika FN-organ, Europarådet, Europeiska unionen och OSCE, liksom ett antal inlagor till Internationella brottmålsdomstolen i Haag.
Den 4 juni 2022 nominerades Matvijtjuk till FN:s Kommitté mot tortyr. Hon blev därmed Ukrainas första kvinnliga kandidat till FN-organet och hennes kandidatur centrerade sig kring att minska våld mot kvinnor i konflikter.

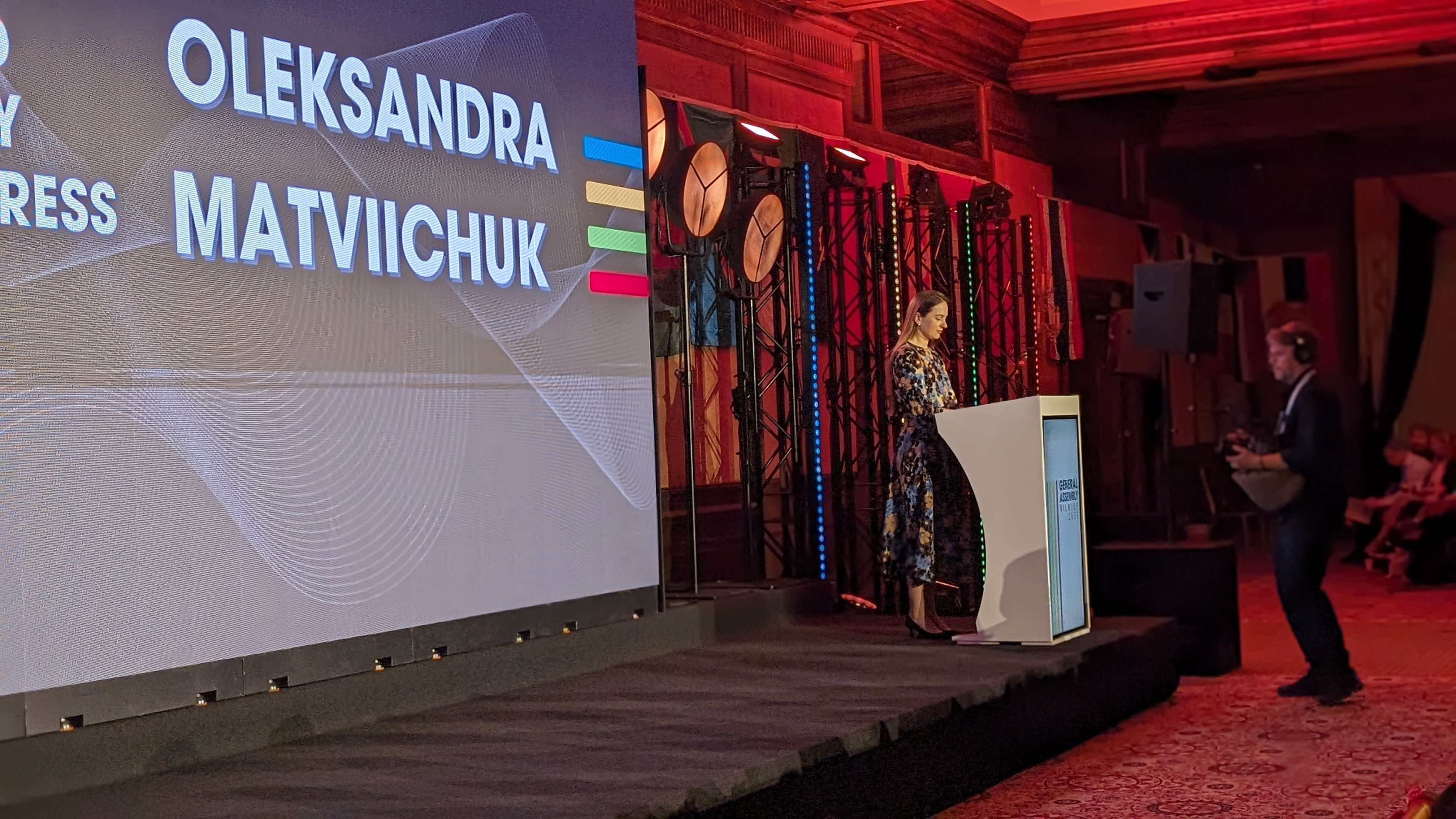

Mellan "den ärofulla revolutionen" (som följde på Euromajdan) och 2022 har hon fokuserat på att dokumentera krigsbrott utförda under Kriget i Donbass. År 2014 mötte hon den dåvarande vicepresidenten i USA Joe Biden, och hon lyfte då behovet av mer vapen för att få slut på kriget.
Efter den ryska invasion av Ukraina 2022 har Matvijtjuk framträtt i en mängd internationella medier, som representant för det ukrainska civilsamhället. Det har inte minst skett i relation till frågor som berör de internt tvångsomflyttade ukrainarna och problematiken runt krigsbrott, men även omkring andra människorättsfrågor. Hon har talat för skapandet av en hybriddomstol för att undersöka krigs- och människorättsbrott, på grund av den kraftigt ökade mängden sådana fall.